# 伊藤孝夫
伊藤 孝夫（いとう たかお、1962年9月13日 - ）は、日本の法学者（日本法制史）。京都大学教授。博士（法学）（京都大学・論文博士・2001年）（学位論文「大正デモクラシー期の法と社会」）。兵庫県出身。

## 略歴
- 1985年　京都大学法学部卒業
- 1987年　京都大学大学院法学研究科修士課程修了
- 1989年　京都大学法学部助教授
- 1992年　京都大学大学院法学研究科助教授
- 1999年　京都大学大学院法学研究科教授
- 2001年　博士（法学）（京都大学）の学位を取得

## 著書
- 『大正デモクラシー期の法と社会』（京都大学学術出版会、2000年）
- 『瀧川幸辰』（ミネルヴァ書房[1]、2003年）
- 『日本近代法史講義』（有斐閣、2023年）
- 『佐々木惣一』（ミネルヴァ書房、2024年）